# 小舞人探案
《小舞人探案》（英語：The Adventure of the Dancing Men）是柯南·道爾所著的福爾摩斯探案的56個短篇故事之一，收錄於《福爾摩斯歸來記》。

## 故事簡介
一名男士在家中發現了奇怪的人型圖案暗號，不明其中所代表，但其妻子卻對此十分緊張，於是丈夫向福爾摩斯求助。第一次見面後，福爾摩斯未能解釋出小舞人的暗號，只好叫求助者先回家，留意其他的小舞人。可是，一日求助者被發現倒斃在家中，其妻子則是疑兇。福爾摩斯協助調查，由於他已經破解了小舞人的暗號，因此得知死者妻子的一位朋友一直都在附近與她聯絡，而這位朋友更是兇殺案的重要證人。

## 改編作品
英國電視劇《新世紀福爾摩斯》第一季第二集《不識貨的行員》部分劇情取材自《小舞人探案》。第四季第三集《最後一案》也有部分劇情取材自該作。